# Lithacodia triocellata
Lithacodia triocellata là một loài bướm đêm trong họ Noctuidae.